# Octobre 2011 en sport
Cette page concerne l'actualité sportive du mois d'octobre 2011

## Faits marquants

### Mardi18 octobre
- Cyclisme : le parcours du Tour de France 2012 est dévoilé officiellement. L'édition 2012 présente trois contre-la-montre individuels et cinq étapes de haute montagne[17].

### Vendredi21 octobre
- Rugby à XV : l'équipe d'Australie remporte la petite finale en dominant les Gallois 21 à 18 et termine troisième de la coupe du monde[18].

### Dimanche23 octobre
- Rugby à XV : les All Blacks dominent l'équipe de France 8 à 7 en finale de la coupe du monde et s'adjugent la coupe Webb Ellis pour la seconde fois de leur histoire 24 ans après leur premier sacre en 1987[19].
- Marco Simoncelli est mort des suites de son accident au Circuit international de Sepang. Après avoir chuté de sa moto dû au "décrochage" de sa roue avant, Marco Simoncelli chute juste devant Colin Edwards et Valentino Rossi n'ayant pas eu le temps de freiner ils percutent très violemment Marco Simoncelli avec comme seul protection sa tenue, son casque est arraché par la violence du choc et Simoncelli, après de multiples tentatives de réanimation, est déclaré mort le dimanche 23 octobre 2011 à 16h56 (heure local).

### Mardi25 octobre
- Football : 8e de finale de la Coupe de la ligue, L'Olympique de Marseille s'impose à domicile 4 buts à 0 face au RC Lens[20].

### Samedi29 octobre
- Rugby à XV : les Golden Lions remportent la Currie Cup en battant les Natal Sharks en finale sur le score de 42 à 16. C'est le dixième titre des Lions dans la compétition, douze ans après leur dernière victoire en 1999[21].